# Alaunus
Alaunus o Alaunius era un dios galorromano de la sanación y la profecía. Se conoce su nombre gracias a inscripciones halladas en Lurs, Alpes de Alta Provenza, en el sur de Francia y en Mannheim, Alemania occidental. En inscripciones posteriores, Alaunus es usado como epíteto de Mercurio. El nombre de esta deidad también se encuentra tanto como nombre de lugares como de ríos. Su forma femenina Alauna aparece en nombres de la época romana como Valognes en Normandía, Alauna Carvetiorum (Maryport) y Alavana (Watercrook) en Cumbria, Alcester en Warwickshire, Ardoch en Perthshire y Learchild y el  río Aln en Nortumbria.
La etimología del nombre permanece incierta. Algunos lo relacionan con la raíz protocéltica reconstruida como *alo- ("alimentar, criar, nutrir"), pero Matasović lo refuta. Nicolaisen relaciona los diversos hidrónimos con una raíz protoindoeuropea -sin relación con "Alauna"- reconstruida como *el- o *ol- cuyo significado es "fluir". Monaghan propone otra diosa celta de los ríos, también llamada Alauna, que se encuentra en Bretaña.